# Sagartia
Genre
Sagartia est un genre d'anémones de mer de la famille Sagartiidae.

## Liste d'espèces
Selon BioLib (22 octobre 2021) :
- Sagartia affinis Johnson, 1861
- Sagartia albovirdis Kirk & Stuckey, 1909
- Sagartia aurora (Gosse, 1854)
- Sagartia carcinophila  Verrill, 1869
- Sagartia catalinensis  McPeak, 1968
- Sagartia crispata  Verrill, 1869
- Sagartia elegans (Dalyell, 1848)
- Sagartia expansa (Stimpson, 1856)
- Sagartia hastata Wright, 1859
- Sagartia ichthystoma Gosse, 1858
- Sagartia luciae  Verrill, 1898
- Sagartia napensis (Stimpson, 1856)
- Sagartia nigropunctata (Stimpson, 1856)
- Sagartia nymphaea (Drayton in Dana, 1846)
- Sagartia ornata (Holdsworth, 1855)
- Sagartia panamensis  Verrill, 1869
- Sagartia problematica Pax, 1922
- Sagartia pura (Alder, 1858)
- Sagartia rhododactylos (Grube, 1840)
- Sagartia rockalliensis Carlgren, 1924
- Sagartia rubroalba (Quoy & Gaimard, 1833)
- Sagartia sobolescens  Gravier, 1918
- Sagartia sociabilis  Gravier, 1918
- Sagartia splendens  Danielssen, 1890
- Sagartia troglodytes  (Price, 1847)